# Drowse
Drowse is een nummer van de Engelse rockband Queen van het album A Day at the Races. Het werd geschreven door Roger Taylor en verhaalt over opgroeiende man die terug denkt aan zijn onbezorgde tienerjaren. Opmerkelijk is dat er geen zang van Freddie Mercury en gitaarspel van Brian May op het nummer voorkomt; de riff en gelaagde vocals zijn opgenomen door Taylor zelf. 
In 2014 werd het nummer toegevoegd aan het album Queen Forever.